# Đảng Lao động Triều Tiên
Đảng Lao động Triều Tiên (조선로동당, Chosŏn Rodongdang. Phiên âm Tiếng Việt: Triều Tiên Lao động Đảng) là đảng cầm quyền hiện nay tại Cộng hòa Dân chủ Nhân dân Triều Tiên. Đảng này đã cầm quyền tại Cộng hòa Dân chủ Nhân dân Triều Tiên từ khi thành lập đến nay. Ngoài ra còn một số chính đảng khác ở CHDCND Triều Tiên như Đảng Dân chủ Xã hội Triều Tiên và Đảng Thanh hữu Thiên Đạo.

## Lịch sử
Đảng Lao động Triều Tiên là một trong ba đảng tham gia hệ thống chính trị tại Cộng hòa Dân chủ Nhân dân Triều Tiên

### Thời kỳ mới thành lập (1945-1953)
Đảng Lao động Triều Tiên có tiền thân là Đảng Cộng sản Triều Tiên, được thành lập ngày 10 tháng 10 năm 1945. Đảng Cộng sản Triều Tiên được thành lập ngày 25 tháng 4 năm 1925, có trụ sở ở Seoul, Đế quốc Đại Hàn thuộc Nhật Bản. Tổng bí thư đầu tiên của Đảng Cộng sản Triều Tiên là ông Kim Yong-bom. Ngày 10 tháng 10 năm 1945, Đảng Lao động Triều Tiên được thành lập dựa trên sự sáp nhập giữa Đảng Cộng sản Triều Tiên và Đảng Dân chủ mới Triều Tiên
Bí thư thứ nhất đầu tiên của Đảng Lao động Triều Tiên là ông Pak Heon-yeong, trụ sở của Đảng vẫn đặt tại Seoul, Đế quốc Đại Hàn. Tại Hội nghị Trung ương Đảng lần thứ 3, Kim Il-sung lên thay Pak Heon-yeong trở thành Bí thư thứ nhất đến lúc qua đời vào năm 1994.
Vào ngày 25 tháng 1948, Đảng Lao động Triều Tiên tổ chức Tổng tuyển cử ở cả miền bắc bán đảo Triều Tiên lẫn miền nam bán đảo Triều Tiên. Sau đó, Quốc hội Triều Tiên được thành lập và quyết định tên nước là Cộng hòa Nhân dân Triều Tiên, thủ đô tại Seoul, có vùng quản lý trên toàn bán đảo Triều Tiên và các đảo theo luật pháp quốc tế. Ông Kim Il-sung là thủ tướng, ông Kim Tu-bong làm Chủ tịch Quốc hội. Lúc đầu, Kim Il-sung không phải người quyết tâm nhất trong việc sử dụng vũ lực để thống nhất đất nước mà người quyết tâm nhất là Pak Heon-yeong. Sau nhiều lần hội kiến với Tổng bí thư Đảng Cộng sản Liên Xô Iosif Vissarionovich Stalin, Bí thư thứ nhất Kim Il-sung quyết định đưa quân qua vĩ tuyến 38 để tấn công Hàn Quốc. Mặc dù quân đội Hàn Quốc quá yếu nhưng lại được hỗ trợ từ Hoa Kỳ và các nước đồng minh nên dù đã mất 90% lãnh thổ vào tay Cộng hòa Dân chủ Nhân dân Triều Tiên nhưng đã phản kháng và đẩy lùi quân Triều Tiên về gần sông Áp Lục. Sau đó, với việc Trung Quốc gửi quân Chí nguyện sang Triều Tiên, chiến tranh trở nên giằng co ở khu vực vĩ tuyến 38. Với lệnh ngừng bắn ký ngày 27 tháng 7 năm 1953 đã tạm thời chia cắt Triều Tiên và đặt bán đảo này luôn trong tình trạng chiến tranh.

### Thời kỳ củng cố chỗ đứng (1953-1980)
Do chính sách hòa hoãn của Liên Xô, mối quan hệ giữa Đảng Lao động Triều Tiên và Đảng Cộng sản Liên Xô không còn nồng ấm như trước. Khi mâu thuẫn Trung-Xô xảy ra, Đảng Lao động Triều Tiên đã chọn ngả theo Trung Quốc dù trước năm 1962, Tổng bí thư Kim Nhật Thành lựa chọn mô hình Liên Xô làm hình mẫu
Trong giai đoạn này, Đảng Lao động Triều Tiên chủ trương tập trung phát triển công nghiệp nặng, trong đó có cả công nghiệp quốc phòng. Bên cạnh đó, Cộng hòa Dân chủ Nhân dân Triều Tiên cũng được Liên Xô giúp đỡ về công nghệ hạt nhân dân sự nhưng khi thấy Triều Tiên có tham vọng xây dựng năng lực hạt nhân quân sự cộng thêm mâu thuẫn Trung-Xô, Liên Xô đã ngừng hợp tác hạt nhân với Triều Tiên. Sau giai đoạn này, Triều Tiên tự mình phát triển công nghệ hạt nhân. Tới thập niên 1980, Triều Tiên còn nhận được sự cộng tác với Pakistan và Iran.

### Thời kỳ Bí thư thứ nhất Kim Jong-il (1980-2011)
Đây là giai đoạn cực kỳ khó khăn của Đảng Lao động Triều Tiên khi khối Xã hội Chủ nghĩa ở Đông Âu gặp khủng hoảng, Trung Quốc đẩy mạnh chính sách hợp tác với Mỹ để chống Liên Xô. Thị trường xuất khẩu của Triều Tiên bị co hẹp trong khi nguồn cung cấp nguyên liệu sản xuất ngày càng khó khăn. Vào năm 1992, Cộng hòa Dân chủ Nhân dân Triều Tiên đã gọi Trung Quốc là kẻ phản bội khi Trung Quốc thiết lập quan hệ ngoại giao với Hàn Quốc. Trong giai đoạn này, Đảng Lao động Triều Tiên từng bước hình thành và hoàn thiện học thuyết Chủ thể, trong đó đề cao tinh thần tự lực tự cường, quyết tâm yêu cầu Mỹ phải có cách đối xử với Triều Tiên như một quốc gia bình thường.
Sau khi Chủ tịch Kim Il-sung qua đời năm 1994, con trai ông ấy là Kim Jong-il trở thành người đứng đầu Cộng hòa Dân chủ Nhân dân Triều Tiên dù trên thực tế, ông Kim Jong-il đã bắt đầu cầm quyền từ năm 1980.
Khi Ngoại trưởng Mỹ Madeleine Albright thăm Triều Tiên để thảo luận với chính quyền Triều Tiên về việc phi hạt nhân hóa, Chủ tịch Kim Jong-il trong một buổi đồng diễn để tiếp đón vị khách đến từ nước Mỹ đã nói về cảnh những diễn viên Triều Tiên đang biểu diễn một cuộc phóng vệ tinh rằng quả tên lửa ấy sẽ không dùng cho chiến tranh.

### Thời kỳ Bí thư thứ nhất Kim Jong-un (2011-nay)
Sau khi Chủ tịch Kim Jong-il qua đời, con trai út của ông ấy là Kim Jong-un trở thành người đứng đầu cả về mặt Đảng, mặt Nhà nước của Cộng hòa Dân chủ Nhân dân Triều Tiên vào năm 2011.
Trong 3 năm cầm quyền đầu tiên của Chủ tịch Kim Jong-un, Đảng Lao động Triều Tiên đã có một số thay đổi về chính sách kinh tế khi bàn về phát triển kinh tế và nông nghiệp mang “màu sắc Triều Tiên” cũng như cải cách các đặc khu kinh tế để thu hút vốn đầu tư nước ngoài cũng như bắt đầu học tập kinh nghiệm của Việt Nam và Trung Quốc
Là một người rất quan tâm tới phát triển khoa học công nghệ, Chủ tịch Kim Jong-un đã đầu tư rất nhiều giúp cho khoa học công nghệ cả dân sự lẫn quân sự của Triều Tiên đều có những tiến bộ mạnh mẽ khi nước này tự sản xuất được điện thoại thông minh và máy tính bảng.
Ngày 10 tháng 10 năm 2015, để kỷ niệm 70 thành lập Đảng Lao động Triều Tiên, Chủ tịch Kim Jong-un đã tổ chức một cuộc duyệt binh hoành tráng
Sau 36 năm, Đảng Lao động Triều Tiên sẽ tổ chức Đại hội Đảng lần thứ 7 vào tháng 5 năm 2016

## Mục tiêu cơ bản
Đảng Lao động Triều Tiên có mục tiêu cơ bản là phụng sự lợi ích của nhân dân Triều Tiên. Sau cuộc kháng chiến chống phát-xít Nhật Bản của nhân dân Triều Tiên thành công, mục tiêu của Đảng Lao động Triều Tiên được bổ sung thêm gồm cách mạng dân chủ chống đế quốc và chống phong kiến, pháp lệnh về cải cách ruộng đất, pháp lệnh về bình đẳng giới, quyết tâm đáp ứng nguyện vọng của nhân dân Triều Tiên, không ngừng nâng cao phúc lợi của nhân dân Triều Tiên. Đảng Lao động Triều Tiên chủ trương lấy quần chúng nhân dân là trên hết, tiếp tục lãnh đạo công cuộc xây dựng đất nước cường thịnh, văn minh, xã hội chủ nghĩa.

## Những thành tựu

### Giai đoạn 1950-1953
Đảng Lao động Triều Tiên đã đề ra và thi hành Luật Lao động Dân chủ, trong đó quy định thời gian lao động tám tiếng/ngày và cấm lao động trẻ em. Đảng Lao động Triều Tiên đã quốc hữu hóa thành công nền công nghiệp của Cộng hòa Dân chủ Nhân dân Triều Tiên, từ đó bảo đảm quyền làm chủ của giai cấp lao động ở Triều Tiên. Đảng Lao động Triều Tiên đã giúp cho nhân dân lao động Triều Tiên trong 5000 năm lịch sử của nước này được hưởng cuộc sống tự chủ, sáng tạo, hạnh phúc, không bị áp bức và bóc lột bởi giai cấp tư sản-phong kiến thiểu số hoặc bởi các thế lực nước ngoài. Đảng Lao động Triều Tiên đã thực thi chế độ chữa bệnh miễn phí đối với toàn dân.

### Giai đoạn 1953-nay

#### Thành tựu về xã hội
Theo báo Nhân dân lấy tài liệu của đại sứ quán Triều Tiên, Đảng Lao động Triều Tiên đã thực hiện chế độ giáo dục nghĩa vụ cơ sở toàn quốc vào năm 1956; và từ tháng 4 - 1959, thực thi chế độ giáo dục miễn phí toàn quốc và hiện nay chế độ giáo dục nghĩa vụ hệ 12 năm đang được thực thi.
Hàng loạt khu dân cư mới và hiện đại, như Đường Chang-giơn, Khu nhà các nhà khoa học Unha, Khu nhà các nhà khoa học U-i-xâng, Khu nhà giảng viên Đại học Tổng hợp Kim Nhật Thành, Đường Nhà khoa học tương lai… đã được xây dựng để phục vụ công tác nghiên cứu khoa học và nâng cao đời sống những nhà khoa học
Hàng loạt trung tâm giải trí, như Khu vui chơi nhân dân Nungra, Công viên nước Munsul, Câu lạc bộ cưỡi ngựa Mirim, Khu trượt tuyết Masik, Nhà Thể thao Bình Nhưỡng, Sân vận động Ngày 1-5... được xây mới hoặc nâng cấp để phục vụ nhu cầu giải trí lành mạnh của người dân. Đặc biệt sân vận động Ngày 1-5 là sân vận động có sức chứa lớn nhất thế giới với 150.000 chỗ ngồi.
Đảng Lao động Triều Tiên vẫn duy trì các chính sách vì nhân dân, như chữa bệnh và giáo dục miễn phí bất chấp tình hình kinh tế lâm vào khủng hoảng nghiêm trọng do cấm vận và thiên tai liên tiếp

#### Thành tựu về khoa học-công nghệ dân sự và quốc phòng
Đảng Lao động Triều Tiên đã lãnh đạo nhân dân Triều Tiên đạt được nhiều thành tựu về công nghệ quân sự. Triều Tiên đã tự sản xuất được ô tô dân sự và quốc phòng. Triều Tiên cũng tự sản xuất được xe tăng T-62, T-72. Triều Tiên cũng tự sản xuất được các loại tàu ngầm cỡ nhỏ dùng để xâm nhập lãnh hải của đối phương.

## Chỉ trích
Dưới sự lãnh đạo của Đảng Lao động Triều Tiên, nước Cộng hòa Dân chủ Nhân dân Triều Tiên được cho là có một hồ sơ nhân quyền thuộc loại tồi tệ nhất thế giới, và nạn đói xảy ra liên miên khiến hàng triệu người chết đói.. Tuy nhiên, Chương trình Lương thực Thế giới của Liên Hợp Quốc (FAO) đã báo cáo rằng: dù suy dinh dưỡng và thực phẩm thiếu thốn là khá phổ biến tại Triều Tiên, nhưng người dân ở đây không hề bị nạn đói đe dọa. Theo con số của Chương trình Lương thực Thế giới, năm 2013 Triều Tiên đã nhập kho khoảng 5,93 triệu tấn lương thực và năm 2014 là 5,94 triệu tấn, đủ để cung ứng nhu cầu cơ bản của người dân. Nguyên nhân vụ thu hoạch kỷ lục xuất phát từ đường lối đúng đắn của ban lãnh đạo mới khi đề ra chủ trương thay đổi trong quản lý nông nghiệp từ năm 2012. Theo số liệu của FAO, năm 2012 Triều Tiên sản xuất được 2,7 triệu tấn gạo, 2 triệu tấn rau, 2 triệu tấn ngô và 1,8 triệu tấn khoai tây, đủ cho nhu cầu của 25 triệu dân nước này.
Bilai Dersa Gaga, Phó văn phòng đại diện Tổ chức Nông Lương Liên Hợp Quốc (FAO) tại Bình Nhưỡng đã khẳng định Triều Tiên không có nạn đói trong bài phỏng vấn với hãng thông tấn Itar-Tass. Ông nhấn mạnh: "Ở Triều Tiên có nơi gặp tình trạng thiếu hụt lương thực nhưng tuyệt đối không có dấu hiệu của nạn đói". Ông Bilai cho biết, truyền thông phương Tây thường sử dụng các "nguồn tin giấu tên" khi đề cập đến nạn đói ở Triều Tiên, những dữ liệu vốn không đáng tin cậy và nhiều khi là bịa đặt, đồng thời khẳng định nhân viên FAO khi khảo sát tình trạng nông thôn Triều Tiên đã không phát hiện ra dấu hiệu của nạn đói..
Năm 2014, nhà Triều Tiên học, Tiến sĩ Konstantin Asmolov nhấn mạnh:
Ở Triều Tiên, cảnh thiếu đói những năm 1990 đã không còn từ lâu. Quả là có một số vấn đề như thực phẩm tương đối đơn điệu, số lượng hạn chế, không phải lúc nào cũng đủ, nhưng đó không phải nạn đói. Hơn thế, nhờ loạt tổ hợp biện pháp mà năm ngoái Triều Tiên đã tự túc được thực phẩm. Họ ngày càng ít lệ thuộc vào viện trợ nhân đạo. Nhưng sự la lối rằng, người Triều Tiên đang chết vì đói, có động thái khiêu khích quân sự nhằm đòi viện trợ nhân đạo — là yếu tố không thể thiếu trong hoạt động tuyên truyền chống Bình Nhưỡng
Việc Triều Tiên thử vũ khí hay tên lửa đều bị Mỹ và các đồng minh chỉ trích là hành động khiêu khích gây căng thẳng tại khu vực